# Moedermaatschappij
Een moedermaatschappij, moederonderneming of moederbedrijf is een onderneming (bv, nv of andere vennootschap) of een bedrijf dat eigenaar is van een of meer andere bedrijven. Het is een vennootschap die genoeg aandelen van een ander, juridisch zelfstandig bedrijf heeft, om zeggenschap in dat bedrijf te hebben. Een moedermaatschappij en haar dochtermaatschappijen vormen samen een concern. Als de dochteronderneming op haar beurt ook weer een dochteronderneming bezit, spreekt men ook wel van een grootmoederonderneming.

## Achtergrond
Een moedermaatschappij is soms een "lege holding" of houdstermaatschappij, dat wil zeggen een bedrijf dat zelf niets produceert, maar alleen eigenaar is van andere bedrijven, en slechts toezicht houdt op de ondernemingen die door de dochtermaatschappijen gevoerd worden. Maar een moedermaatschappij kan ook een bedrijf zijn met eigen onderneming en inkomsten. Vaak worden administratieve werkzaamheden in de moedermaatschappij gecentraliseerd. De uitgaven die hiervoor nodig zijn worden bekostigd uit de dochtermaatschappijen, vaak via dividend en leningsconstructies. Het adres van de moedermaatschappij is dan vaak de hoofdvestiging van het concern.
De moedermaatschappij heeft als taak het houden van de aandelen in andere bedrijven en het voeren van bestuur van het concern als geheel. De moedermaatschappij oefent haar macht uit door haar 100% aandelenbezit in de dochtermaatschappijen, die haar het recht geeft directeuren te benoemen en te ontslaan. Ook komt het veel voor dat dezelfde mensen in zowel de moeder- als in de werkmaatschappijen directeur zijn, en loopt de interne hiërarchie dwars door de wettelijke en statutaire hiërarchie heen.
De moedermaatschappij van een concern heeft in Nederland veelal de vorm van een naamloze vennootschap, besloten vennootschap of andere vormen van vennootschappen waarvan het kapitaal in aandelen is verdeeld. Als moedermaatschappij kan echter ook een coöperatie optreden. In geval van een beursgenoteerde groep zijn het veelal de aandelen in de moedermaatschappij die aan een beurs genoteerd zijn.
Het bestuur van een concern is gecentraliseerd in de moedermaatschappij. De raad van bestuur van de moedermaatschappij draagt de eindverantwoordelijkheid voor het dagelijks bestuur van de hele groep. De raad van commissarissen oefent toezicht uit op de raad van bestuur. De raad van bestuur wordt veelal ondersteund door centrale stafdiensten, zoals onder andere internal audit, corporate control, juridische zaken en fiscale zaken.

## Voorbeelden
- Air France-KLM is een holding die het moederbedrijf is van onder meer Air France, KLM en Martinair.
- France Télécom is een voorbeeld van een moederbedrijf dat geen holding is. Het is de eigenaar van onder meer Orange (behalve in Nederland, waar Orange een dochteronderneming is van T-Mobile Nederland, dat op zijn beurt weer onder Deutsche Telekom valt).